# Ob' Bay
Ob' Bay  – zatoka w Antarktydzie Wschodniej, między Lunik Point i Cape Williams.

## Nazwa
Została nazwana przez radziecką ekspedycję antarktyczną (1958) na cześć statku wyprawy „Ob” .

## Geografia
Ob' Bay leży między Lunik Point a Cape Williams . Jej wschodnią część zajmuje jęzor Lillie Glacier – Lillie Glacier Tongue . Do zatoki uchodzą ponadto Astakhov Glacier , Astapenko Glacier , Chugunov Glacier , Trögergletscher  i Winklergletscher .
U wejścia do zatoki, między przylądkami Cheetham i Williams leżą dwie niewielkie pokryte lodem wyspy – Sputnik Islands .  

## Historia
Ob' Bay została odkryta w 1958 roku przez radziecką ekspedycję antarktyczną , która prowadziła w regionie prace kartograficzne, mapując Wybrzeże Jerzego V i Wybrzeże Oatesa.  